# 冯紫琪
冯紫琪（1999年6月29日—），中国女子摔跤运动员，2023年亚洲摔跤锦标赛女子自由式50公斤级铜牌得主、2023年世界摔跤锦标赛女子自由式50公斤级铜牌得主、2024年亚洲摔跤锦标赛女子自由式50公斤级银牌得主、2024年夏季奥林匹克运动会女子自由式50公斤级铜牌得主。